# Power Symphony
Power Symphony — хэви-метал группа из Милана, основанная в 1994 году. Дискография группы насчитывает два полноформатных альбома и один EP.

## История
Группа Power Symphony была основана в 1994 вокалисткой Микаэлой Д'Орландо и гитаристом Марко Цеккони. В 1995 году группа записала своё первое демо, которое было хорошо встречено итальянскими метал-журналами. В ноябре 1998 группа заключила контракт с лейблом Northwind Records и в апреле 1999 выпустила свой дебютный альбом «Evillot».
В сентябре 1999 года музыканты заключили контракт с лейблом Pavement Music, и в апреле 2000 года выпустили свой второй альбом, получивший название «Lightbringer». Альбом получил хорошие отзывы журналов Metal Hammer Israel, Metal Shock Italy, и Flash Italy.
В 2001 году группа покинула Pavement Music и основала собственный лейбл Evillot Records. В 2003 году Power Symphony самостоятельно выпустили EP «Futurepast», содержащий 5 композиций — две новых песни, кавер-версию песни Manowar «Blood of my Enemies», и обновленные версии двух песен с первого демо.
В декабре 2004 года на сайте группы были выложены для свободного скачивания две новые песни и видеоклип на песню «Crown of Thorns». Помимо этого, музыканты сообщили, что готовится к выходу третий полноформатный альбом, получивший рабочее название «Mother Darkess».
В 2010 году Power Symphony выложили на сайте Lastfm все свои альбомы для бесплатного скачивания. В том числе был выложен официально не вышедший третий альбом «Mother Darkess».

## Состав
- Михаэла Д'Орландо - вокал (c 1994)
- Марко Цеккони - гитара (c 1994)
- Даниэл Виола - бас

## Бывшие участники
- Мауро Кантарелла - гитара
- Никола Конте - гитара
- Фабио Ианноне - бас
- Клаудио Берра - клавишные
- Марко Вольпе - клавишные
- Роберто Дусси - ударные
- Мауро де Брасси - ударные

## Дискография
- 1999 — Evillot
- 2000 — Lightbringer
- 2002 — Futurepast (EP)
- Mother Darkess — официально не вышел.